# コモドール16
コモドール16（Commodore 16）は、コモドールが6502と互換性のある8501のCPUを使用して、1984年にリリースしたホビーパソコンである。コモドール16は、VIC-20の後継を狙ったエントリレベルのコンピュータであり、99 ドル程度で販売された。コスト削減したバージョンのコモドール116(Commodore 116)はヨーロッパだけで販売された。

## 開発意図
タイメックス、マテル、テキサス・インスツルメンツ(TI)など他社が販売していた$100以下のコンピュータと戦うことを目的に開発された。タイメックスとマテルのコンピュータは、VIC-20よりも安価で、VIC-20よりも高い拡張性や、フルストロークのキーボード、場合によってはより大きなメモリを持っていた。C16はこれらの他社の利点を超えるものとなった。TI-99/4Aは、コモドールのVIC-20とコモドール64の中間の価格であり、能力も中間だったが、TIは次第に価格を下げた。スペック上では、C16は古いVIC-20よりもTI-99/4Aに近かった。
加えて、コモドールの社長のジャック・トラミエルは、いくつかの日本企業が消費者向けコンピュータを導入し、価格を下げていくことを恐れた。実際のところ、日本企業は米国のコンシューマーゲームの市場を支配したが、ホビーパソコンの分野では優位に点てなかった。また、C16がリリースされる前に、タイメックス、マテル、TIは市場を去った。

## 詳細

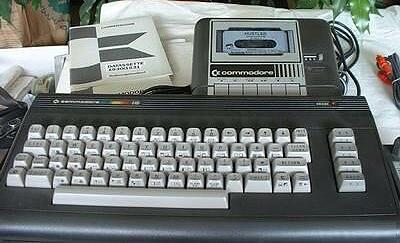
1531カセットテープレコーダと組み合わされたコモドール16

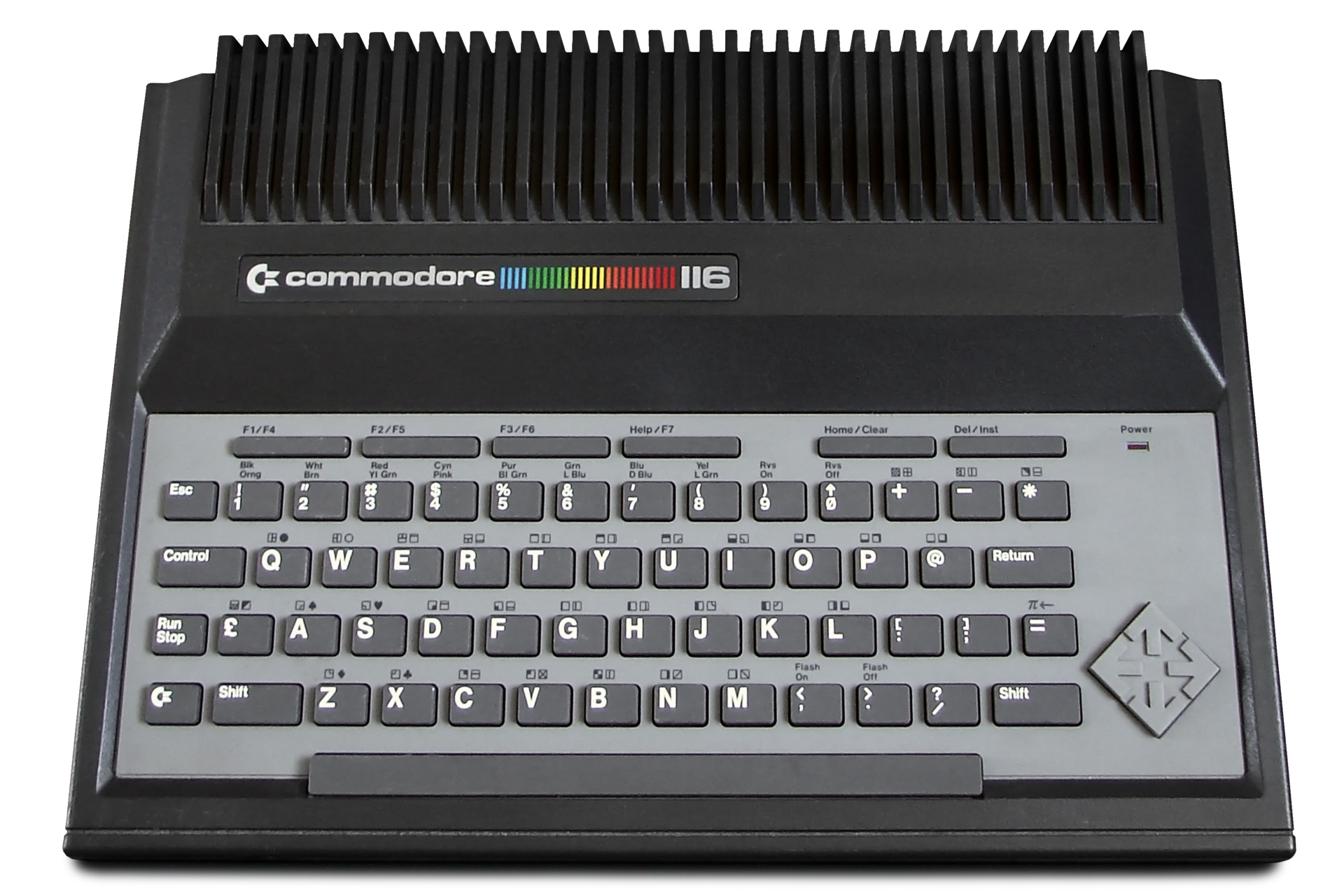
コモドール116

外観はダークグレーのケースとライトグレーのキーボードであり、VIC-20やC64に類似している。性能はVIC-20とC64の中間に位置する。16 KBのRAMのうち 12 KB がビルトインのBASICインタプリタから使用できた。新しい音源・ビデオチップは128色のパレットを実現した（16色のベースカラーに、8段階のシェードを組み合わせる。黒は、どの8段階のシェードと組み合わせても黒なので、実際のところは121色である）。TEDは、VIC-20で使われたVICよりも優れているが、C64で使われたVIC-IIが持つスプライト機能や、SIDによる高機能サウンドを欠いている。しかし、ROMに格納されたBASIC3.5は、サウンドやビットマップグラフィック(320x200ピクセル)のコマンドを持つ。これは単純なプログラムトレースやデバッグの機能を持ち、VIC-20やC64のBASIC 2.0よりも高機能であった。
実際的なユーザの観点からC16が欠いていた3つのデバイスは、モデムポートとVIC-20/C64互換のデータカセットとゲームポートであった。コモドールはC16シリーズ専用のカセットプレイヤー（コモドール1531）や、ジョイスティックを販売した。しかし、大量に存在し、より安価なVIC-20/C64向けのユニットを接続できるようにするサードパーティの変換器が、すぐに登場した。ジョイスティックポートを変更するは公式な理由は、RFの干渉を低減させることであった。C16のシリアルポート（コモドール固有の"シリアル IEEE-488 バス"、RS-232との関係は無い）はVIC-20やC64のものと同じであった。これにより、プリンタとディスクドライブは、少なくとも古い機種とは交換可能であった。
コモドール16はシリーズの3機種の中の1台である。あまり成功しなかったコモドール116は、機能的・技術的には類似しているが、ゴム製の小さいキーボード（クリックレットキーボード）を搭載し、ケースも小さく、ヨーロッパだけで使用された。シリーズの旗艦、コモドールPlus/4は、小さなケースであったが、59キーのフルストロークキーボード（VIC-20とC64が2キーとシフトでカーソルキーを実現したのに対して、4つのキーによる"カーソルキーダイアモンド"を持つ）、64 KBのRAM、モデムポート、ビルトインの初心者向けオフィススイートを持つ。比較的単純なRAMの拡張を行うことにより、C16をPlus/4とほとんど同等にすることが出来た。モデムが必要な通信プログラムや、貧弱なビルトインのオフィススイートを除き、同じソフトウェアを動作させることが可能であった。ゲームの用途では、この拡張は完全な互換性を実現した。
ハードウェア設計者のビル・ハードは、C116がこのホビーコンピュータシリーズの最初のメンバであり、ジャック・トラミエルが開発部門に伝えた最初の構想であったことを指摘している。これは$49～$79で販売するように設計されていた。C16とPlus/4の大部分は、トラミエルがコモドールを去った後に、この新しいコンピュータシリーズを再構築する中で作られた。

## 販売状況
C16は米国では十分に販売されず、早い段階で価格が下げられた。しかし、欧州では安価なゲーム機としての人気があった。
米国でのC16の失敗の原因はおそらく、商用ソフトウェアの不足、ハイエンドシステムの価格を下げたこと、他社がこの市場から退場したためにコモドールに対する重要性が弱まったこと、である。
最後に残ったC16、C116、Plus/4の在庫は、1980年代の終わりに、安価で欧州市場に投入された。これにより、ファンベースによる、コモドール64プログラムの、いくつかの非公式な移植が提供された。

## 参照
1. ↑  http://www.pc-history.org/comm.htm